# Paracossulus thrips
Paracossulus thrips is een vlinder uit de familie houtboorders (Cossidae). De wetenschappelijke naam is voor het eerst geldig gepubliceerd in 1818 door Hübner.
De soort komt voor in Europa.